# طواف فلاندرز 2007
طواف فلاندرز 2007 هو سباق دراجات هوائية أقيم بتاريخ أبريل 8، تكون السباق من 1 مراحل وامتدّ لمسافة 255 كم بسرعة 41.97 كم/س، استغرق السباق 6 ساعة 10 دقيقة 15 ثانية. فاز به الإيطالي أليساندرو بلان.

## الترتيب
| م                     | الدرّاج         | البلد   | الزمن                    |
| --------------------- | -------------- | ------- | ------------------------ |
| الفائز بالترتيب العام | أليساندرو بلان | إيطاليا | 6 ساعة 10 دقيقة 15 ثانية |